# Ludwig
Ludwig és una pel·lícula de 1973 dirigida per l'italià Luchino Visconti, que tracta de la vida del rei Ludwig II de Baviera. La protagonitza Helmut Berger com a Ludwig, Romy Schneider fa novament el paper d'Emperadriu Elisabet d'Àustria (ja l'havia fet a la pel·lícula de 1955 Sissi i a les seves dues seqüeles). És una de les pel·lícules més llargues de la història del cinema (d'una duració de prop de cinc hores en la seva versió original, exactament de 4 h i 42 minuts; totes les altres versions són incompletes); la pel·lícula conta la història de l'últim rei de Baviera, Lluís II, la lenta decadència del jove monarca idealista, visionari, que preferia el somieig, l'art, la bellesa, l'amistat i l'amor a les càrregues del poder, que molts dels que estimava el van trair, que el seu poble el va trair també, i que va acabar sent internat; es va ofegar, així com el seu metge, al llac de Starnberg, en circumstàncies misterioses.

## Repartiment
- Helmut Berger: Lluís II de Baviera
- Romy Schneider: Elisabet de Baviera
- Trevor Howard: Richard Wagner
- Silvana Mangano: Cosima von Bülow
- Gert Fröbe: el pare Hoffmann
- Helmut Griem: Comte Dürckheim
- Izabella Teleżyńska: Reina mare
- Umberto Orsini: Comte von Holnstein
- John Moulder-Brown: Príncep Otto
- Sonia Petrovna: Princesa Sophie
- Folker Bohnet: Josef Kainz (1858 - 1910)
- Heinz Moog: Professor Bernhard von Gudden (Johann Bernhard Aloys von Gudden: 1824 - 1866)
- Adriana Asti: Lila von Buliowski
- Marc Porel: Richard Hornig
- Nora Ricci: Comtessa Ida Ferenczy
- Mark Burns: Hans von Bülow
- Eva Axén: Maria
- Maurizio Bonuglia: Mayer

## Producció
La pel·lícula es va rodar a Múnic i altres zones de Baviera: Roseninsel, el castell Berg, el llac Starnberg, el castell Herrenchiemsee, el castell Hohenschwangau, el Palau Linderhof, el Teatre Cuvilliés, el Palau de Nymphenburg, Ettal, Kaiservilla i el Castell de Neuschwanstein. Visconti va patir un accident vascular cerebral durant la gravació.

## Premis
- Dos premis David di Donatello 1973: al millor director i a la millor pel·lícula (compartit).
- Premi Especial David al millor actor: Helmut Berger.
- Dos premis Nastro d'argento del Sindacato Nazionale Giornalisti Cinematografici Italiani (SNGCI) en 1974: a la millor fotografia i a la millor escenografia.
- Romy Schneider va guanyar el premi Sant Jordi de cinematografia de 1982 a la millor interpretació en pel·lícula estrangera.